# Frank Fertitta III
Frank J. Fertitta III (Las Vegas, 24 de fevereiro de 1962) é o atual CEO da Station Casinos. Ele também é dono da Zuffa LLC, que é a companhia que administrou o Ultimate Fighting Championship (UFC) entre 2001 e 2016. Fertitta reside em Las Vegas, Nevada com sua esposa Jill e três filhos.

## Educação
Fertitta estudou na Bishop Gorman High School, em Las Vegas. Em 1984, ele se formou na University of Southern California, onde recebeu um prêmio de Bacharel de Artes e Ciência (BA/BS).

## Filantropia
Em outubro de 2012, a University of Southern California anunciou que Jill e Frank Fertitta deram uma grande doação para a universidade, que resultou na construção de um novo prédio da Escola Marshall de Empreendimento da USC.

## Carreira
História com a Station Casinos:
- 1985: vira Administrador/General Manager
- 1986: vira Diretor, Vice Presidente Executivo e Chefe de Operações
- 1989 – julho de 2000: Presidente
- Julho de 1992 – presente: Principal Executivo